# أولاد إبراهيم (الجوانب)
أولاد إبراهيم هو دُوَّار يقع بجماعة السهول، عمالة سلا، جهة الرباط سلا القنيطرة في المملكة المغربية. ينتمي الدوّار لمشيخة الجوانب التي تضم 7 دواوير. يقدر عدد سكانه بـ 9 نسمة حسب الإحصاء الرسمي للسكان والسكنى لسنة 2004.

## روابط خارجية
- البوابة الوطنية للجماعات الترابية
- المندوبية السامية للتخطيط